# Inês Monteiro

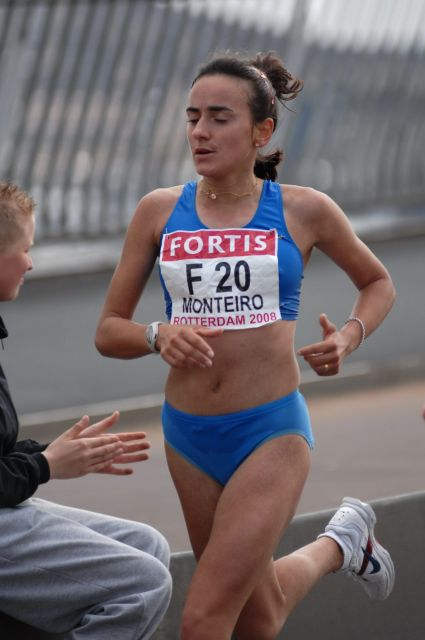
Inês Monteiro beim Rotterdam-Marathon 2008

Inês Monteiro (Inês Alexandra das Neves Monteiro; * 5. Mai 1980 in Ramela, Guarda) ist eine portugiesische Langstreckenläuferin.
Sie wurde im Freien viermal nationale Meisterin über 1500 Meter und je einmal über 5000 und 10.000 Meter.
Bei den Olympischen Spielen 2004 in Athen schied sie über 5000 Meter im Vorlauf aus. Ein Jahr später kam sie bei den Weltmeisterschaften in Helsinki im 3000-Meter-Hindernislauf auf den 13. Platz.
2008 wurde sie Fünfte beim Rotterdam-Marathon und qualifizierte sich damit für die Olympischen Spiele in Peking, bei deren Marathon sie jedoch nicht das Ziel erreichte.
Bei den Weltmeisterschaften 2009 in Berlin wurde sie über 10.000 Meter Zehnte. Zwei Monate später siegte sie beim Great South Run über 10 Meilen mit der Landesbestzeit von 52:32 min.
Inês Monteiro ist 1,59 m groß und wiegt 46 kg. Sie startete für den Maratona Clube de Portugal und wurde von Pedro Martins trainiert.

## Persönliche Bestzeiten
- 1500 m: 4:13,76 min, 25. Juli 2009, Seixal
- 3000 m: 8:52,47 min, 19. Juli 2002, Monaco
- 5000 m: 15:01,06 min, 3. Juli 2009, Oslo
- 10.000 m: 31:25,67 min, 15. August 2009, Berlin
- Halbmarathon: 1:10:06 min, 5. Oktober 2009, Ovar
- Marathon: 2:30:36 min, 13. April 2008, Rotterdam
- 3000 m Hindernis: 9:39,20 min, 14. Juni 2005, Athen